# Bernardo degli Uberti
Bernardo degli Uberti (Florença, Itália, c. 1060 — Parma, Itália, 4 de dezembro de 1113) foi um cardeal italiano da Igreja Católica e bispo de Parma de 1106 até a sua morte. Ele foi canonizado pelo Papa Inocêncio II em 1139, apenas seis anos após a sua morte.

## Biografia

### Origem
Bernado nasceu de uma nobre família em Florença, na Itália, por volta de 1060. Era sobrinho do cardeal Pedro Igneus.
Quando seu pai morreu, renunciou a sua herança e decidiu abraçar a vida religiosa. Tornou-se monge da Ordem dos Valombrosanos em 1º de julho de 1085. Essa data é conhecida pois também marca o dia em que fez a doação de parte de seu patrimônio ao mosteiro.
Em 1092, passou a ser abade do Mosteiro de San Salvi e em 1098, superior-geral da ordem após a morte de Almarius de Vallambrosa.

### Cardinalato
Em 1097, foi criado cardeal-presbítero de São Crisógono pelo Papa Urbano II. Trabalhou no Palácio de Latrão até 1101, quando foi nomeado legado papal na Lombardia, no norte da Itália e conselheiro de Matilde de Canossa.
Essa região passava por um momento conturbado. A maior parte do clero e da população havia declarado apoio ao Antipapa Clemente III antes de sua morte em 1100. Os únicos apoiadores públicos do Papa Pascoal II eram a Matilde e um mosteiro da região.
Em 4 de maio de 1101, por intervenção de Bernado, a condessa Matilde devolveu algumas terras ao papa.
Além de Lombardia, foi legado papal em Grosseto e no Milão onde, em 1102, supervisionou a eleição de Grosulano como arcebispo da arquidiocese.
Em 17 de novembro de 1102, na presença dele, a condessa renovou uma escritura de doação, com a qual cedeu todos os seus bens à Igreja Católica.
Em agosto de 1104, o legado viajou para Parma com o objetivo de manter a população ao lado do Papa Pascoal II em sua luta contra o imperador do Sacro Império Romano-Germânico, Henrique V. Quando Bernado falou publicamente, houve um grande alvoroço entre os cidadãos, e ele foi expulso à força.
Em agosto de 1105, ele tentou, sem sucesso, recrutar tropas para Pascoal II na luta contra o rei alemão.

### Episcopado
Participou do Concílio de Guastalla em outubro de 1106. No concílio, o papa nomeou o cardeal Bernardo bispo de Parma, a pedido dos próprios habitantes que o expulsaram da cidade. Ao mesmo tempo, o povo de Parma passou a obedecer o Papa Pascoal II.
Em novembro do mesmo ano, foi consagrado bispo pelo próprio papa, junto com a Catedral de Santa Maria. Além de bispo, o papa o nomeou seu vigário para a Lombardia.
Em fevereiro de 1111, ele foi a Roma na companhia do papa. Juntos, foram presos a mando do imperador Henrique V por causa da controvérsia das investiduras porém, graças a Matilde de Canossa, foram libertos. O Papa decidiu coroar Henrique e Uberti participou desse evento ocorrido em Roma em 13 de abril de 1113.
No cisma de 1130, Bernardo ficou ao lado do Papa Inocêncio II quando o Antipapa Anacleto II tentou tomar o poder.
Bernardo degli Uberti morreu em Parma, na Itália, em 4 de dezembro de 1133. Seu corpo foi sepultado na Catedral de Parma.

## Canonização
A piedade popular começou a atribuir numerosos milagres à intercessão de Bernardo imediatamente após sua morte. Isso levou o Papa Inocêncio II a canonizar Uberti apenas seis anos após sua morte, em 3 de dezembro de 1139. Sua festa está registrada no Martirológio Romano e é celebrada em 4 de dezembro. Ela foi aprovada pelos papas Alexandre VII e Clemente IX com sua própria forma de missa para a Diocese de Parma.

Junto com Bento de Núrsia e Giovanni Gualberto, ele é considerado o terceiro fundador dos Valombrosanos.